# 貞心尼
貞心尼（ていしんに、寛政10年（1798年） - 明治5年2月11日（1872年3月19日））は、江戸時代後期の曹洞宗の尼僧。良寛の弟子。歌人。俗名は奥村ます。法名は孝室貞心比丘尼（こうしつていしんびくに）、孝室貞心尼（こうしつていしんに）。
貞心尼の法名をもつ尼僧は複数いるが、この記事では良寛愛弟子の孝室貞心尼について述べる。

## 経歴
孝室貞心尼は、長岡藩 奉行組士　五代 奥村五兵衛（嘉七）の次女・ます として寛政十年、越後国長岡（現：新潟県長岡市）に生まれた。『柏崎文庫』（別名『甲子次郎文庫』、関甲子次郎著：せききねじろう）第11巻9頁に「釋迦堂庵主 貞心尼　長岡藩士 奥村五兵衛の二女 寛政十年」と記されている（柏崎市図書館ソフィアセンター所蔵）。
貞心尼の本名「ます」については1958年（昭和33年）に木村秋雨の調査によって判明した。天保某年（五年頃といわれる）に小出を訪れた貞心尼は、画人・松原雪堂を訪ね、良寛肖像画を描いてもらいたいと依頼。その画の礼に良寛からの手紙を渡した。
俵谷由助著『良寛の愛弟子 貞心尼と福島の歌碑』によれば、菩提寺・長興寺にある「天明四年甲辰（一七八四年）五月吉日常什物」に、同家の過去帳が記され、「十三世慧剛大和尚が書きおかれた奥村家の過去帳が現存している」という。
俵谷はその所在を、「牧野藩奉行組士」「奥村五兵衛祖 又は嘉七　奉行組士二十五石鉄砲蔵師」、「五代　明岳智燈居士　文政九丙戌正月朔日」と記述し、奥村家の過去帳にも「壱日　文政九戌正月 五代五兵エ」とあることから、貞心尼の父は、文政九年一月一日（1826年2月7日）に亡くなっている。

上杉艸庵は「鉄砲台師」と記述している。 
〔俵谷は「鉄砲蔵師」、上杉は「御鉄砲台師」としているが、長興寺の過去帳を確認するしかない。上杉の「鉄砲台師」は実際の要職であり、具体的で信憑性がある。魚沼市　櫻井彦右衛門によれば、「五兵衛」「右衛門」は長男に付けられる名前であり、「嘉七」「彦助」は長男の名前ではないという。したがって、「嘉七」は、分家した初代の名前と考えられる。〕

### 幼少期（1～13歳）
奥村ますは、3歳で実母を亡くし、継母に厳しく育てられた。行灯に覆いをかけて、人目をしのんで本を読んだり、囲炉裏の灰に文字を書いた。また、賃糸仕事をして決まった額を親に渡し、残りのお金で筆と和紙、墨を買った。12歳のとき、柏崎の佐藤彦六の娘「梅」（佐藤平の養母八重の母）が奥村家のとなりの家で女中奉公をしていて、ますを柏崎によく遊びに連れていった。14歳頃に長岡城で御殿奉公をしている。
母については、上杉と俵谷は「月光貞円大姉 寛政十二庚申年十月九日（1800年11月25日）五代妻」、同家過去帳にも「九日　月光貞園大姉 寛政十二年十月　貞心尼母」とあることから、奥村ます3歳のときに亡くなっている。ますの継母について俵谷は「（五代後妻）実悟妙道大姉　天保四年癸巳正月廿二日　後妻（貞心尼継母）」と記し、同家過去帳にも同様の記述があり、貞心尼36歳のときに亡くなっている。
兄弟については、俵谷の以下の記述から二人の男兄弟がいたことがわかる。したがって、法名等の不明は長女だけである。
（六代）　法山道輪居士　天保八丁酉年五月十二日　六代五兵衛事（貞心尼兄弟）
　　　　　法山紘道居士　天保十二辛丑年五月廿一日　五兵衛ノ子（貞心尼兄弟）

釈迦堂の貞心尼の孫弟子で70歳位の尼は1950年（昭和25年）3月に語った。 

薬師堂の庵主は1959年（昭和34年）4月17日にこう語った。 
 薬師堂の座敷から海を見下ろした景色は活きた絵である。薬師堂の縁端に腰を掛けて独り言したという。
12歳の時、柏崎で「讀書消日せば嬉しからんと獨語す」（『柏崎文庫』第11巻9頁: 1884年（明治17年）より起稿された）とあり、薬師堂庵主の言った内容と一致する。
中村藤八は、1911年（明治44年）5月21日午前、釈迦堂の智譲尼を訪れ、貞心尼について聞き書きした。
　

上杉艸庵は、こう述べている。

相馬御風は、次のように述べている。

### 長岡城に御殿奉公（14～15歳頃）
奥村ますは、長岡城（現在の上越新幹線長岡駅付近が城跡）の御殿奉公をしていた（14歳頃か?）。竜光（現：魚沼市竜光）で幼少期を過ごした星杏子が娘の頃に、竜光 下村家の分家の72歳の婆さんから度々聴いた話。

### 結婚の相手 文化九年
関長温
魚沼郡 龍光村 庄屋 下村藤蔵 次男として、天明六年ころ生まれる。
幼くして医を志し、吉水村の漢方医で御殿医でもある 関道順に養子入りした。
長岡城に師匠とともに随伴したときに、奥村ます（のちの貞心尼）を見初める。
ますは、かんざしを渡したという伝承が残されている。
こうして、武家娘と漢方医という身分差のある結婚により、ふたりは龍光村 下村家で挙式し、吉水の師匠のところへゆき、その後、小出嶋村に行った。（小出郷新聞「小出と貞心尼」）

### 結婚時代　文化十年～文政四年（16歳～24歳）
「月天心」という酒を醸造した龍光（現：魚沼市竜光）下村酒造の家において、挙式したと伝えられる。（詳細を編集予定）
結婚時代の住居跡は、長らく不明であったが、魚沼良寛会の調査により、小出嶋村下町北　西井口家 代門（ダイモン）であることがわかった。（下記古文書史料より「代門」となる。）

### 長岡・福島　閻魔堂時代（文政十年三月～　30歳～44歳）
上杉艸庵が智譲尼から聴いた話に、こうある。 

### 良寛に会うために木村家を訪問（文政十年春 四月十日頃　30歳）
貞心尼は、良寛に会うために、文政十年四月十日前後に初めて木村家を訪れ、卯月十五日附の手紙を木村家に出している。
富沢信明 新潟大学名誉教授が、良寛と貞心尼の出会いを文政10年秋であることを裏付ける良寛直筆の書を2011年（平成23年）9月上旬に発見した。

### 歌と手まりを木村家に預ける（文政十年夏　閏六月十五日頃　30歳）
〔「あつき時分」の晩夏に貞心尼は木村家に訪れた。閏六月十五日（満月）頃に貞心尼は歌と手毬を持って木村家を訪れたであろうが、またしても良寛に会えない。密蔵院にいた良寛は頻繁に木村家を訪れただろう。貞心尼の歌と手毬が置かれて日数があまり立たぬうちに良寛は返歌した。〕
これぞこの ほとけのみちにあそびつつ　つくやつきせぬ みのりなるらむ　　　貞心尼
〔文政十年は、立春 一月九日＝1827年2月4日、立夏 四月十一日＝5月6日、立秋 閏六月十六日＝8月8日、立冬 九月十九日＝11月8日となる。現代の定気法による計算。但し文政時代の実際の暦には数日の誤差があるといわれる。〕

### 良寛と会う（文政10年秋　30歳）
貞心尼が編纂した『蓮の露』には、良寛と貞心尼が交わした和歌が五十数首、記されている。以下が文政十年秋に木村家別邸で交わした和歌である。（編集中）
良寛が「白たへのころもでさむし秋の夜の月なかぞらにすみわたるかも」と詠っていることから、貞心尼が木村家で良寛に初めて会ったのは、秋となる。
はじめてあひ見奉りて　　　　　　　　　　　　　　貞心尼
君にかくあひ見ることのうれしさもまださめやらぬ夢かとぞ思ふ
御かへし　　　　　　　　　　　　　　　　　　　　良寛
夢の世にかつまどろみてゆめを又かたるも夢もそれがまにまに
いとねもごろなる道のものがたりに夜もふけぬれば　良寛
白たへのころもでさむし秋の夜の月なかぞらにすみわたるかも
されどなほあかぬこゝちして　　　　　　　　　　　貞心尼
向ひゐて千代も八千代も見てしがな空ゆく月のこと問はずとも
御かへし　　　　　　　　　　　　　　　　　　　　良寛
心さへかはらざりせばはふつたのたえずむかはむ千代も八千代も
いざかへりなんとて　　　　　　　　　　　　　　　貞心尼
立ちかへりまたもとひこむ玉ほこの道のしば草たどりたどりに
　　　　　　　　　　　　　　　　　　　　　　　　良寛
又もこよ山のいほりをいとはずば薄尾花のつゆをわけわけ

### 貞心尼の迷いに良寛からの手紙（文政11年11月＝冬　31歳）
〔貞心尼がまとめた「はちすの露」には、良寛との贈答歌が載っている。〕
　　ほどへてみせうそこ給はりけるなかに
　君やわする道やかくる丶このごろはまてどくらせど音づれもなき　師
　
〔この歌は、良寛と貞心尼と出会った翌年、秋には必ず逢う約束をしていたにもかかわらず、姿を現さぬ貞心尼に良寛が宛てた書簡の中にあるもの。『良寛の書簡集』（谷川俊朗編 恒文社）p. 297 によれば、次のように良寛の歌が、当初に歌われた順のままに、手紙に残っていることがわかる。この歌が詠まれた状況を知るには、谷川氏の解説が不可欠である。長くなるが同著から引用する。〕

### 良寛肖像（天保5年　37歳）
天保某年（5年頃といわれる）に小出（現：魚沼市本町付近）を訪れた貞心尼は、画人・松原雪堂（本名は松原俊蔵＝住居跡は現在の魚沼市本町1丁目 タケヤ時計店、昭和期の区画整理前においては「かねき」衣料品店の場所。出典 魚沼良寛会 貞心尼紹介パンフレット）を訪ね、良寛肖像画を描いてもらいたいと依頼。その画の礼に良寛からの手紙「　先日は眼病のりやうじがてらに與板へ参候　そのうへ足たゆく腸いたみ御草庵もとむらはずなり候　寺泊の方へ行かんおもひ地蔵堂中村氏に宿り　いまにふせり　まだ寺泊へもゆかず候　ちぎりにたがひ候事大目に御らふじたまはるべく候　　秋はぎの花のさかりもすぎにけりちぎりしこともまだとけなくに　　　八月十八日　　　　良寛　」を渡した。
〔雪堂による良寛肖像画が完成したときの歌が次のものと思われる。〕

### 『良寛道人遺稿』出版に尽力（慶応元年？～慶応3年3月 68？～70歳）
加藤僖一は、こう述べている。 

加藤僖一は、『良寛道人遺稿　全』の解説に、こう述べている。 

相馬御風は、こう擁護している。 

### 貞心尼寂滅（明治5年2月　75歳）
貞心尼は小出の西井口を慶応三年、70歳のときに訪れて、下記の歌を残していった。現在は不明であるが、西井口家に残る貞心尼筆の短冊（たんざく）を控えた記録が、松原啓作の研究録に残っている。
「小切に歌をかきたるもの同家蔵
不二　みるたひにめづらしきかなくもきりの　たち居にかほるふしのすかたは　七十歳　貞心　」
明治五壬申二月十一日、孝室貞心尼寂滅。
「辞世の歌は　来るに似てかへるに似たり沖つ波　たちゐは風の吹くに任せて　であった。墓は洞雲寺裏山の墓地にある。」

## 良寛に愛された貞心尼
相馬御風は、次のように述べている。

## 美貌
貞心尼が美貌であったことは、彼女が後半生を住み暮した柏崎で広く語り伝えられていたので確かである。相馬御風は、貞心尼の美貌を、貞心尼の遺弟で柏崎釈迦堂の庵主として生きながらえていた七十七歳の高野智讓老尼から確かめている。智讓尼は、七歳から二十歳までの14年間、貞心尼と起居をともにしていた。
しかし、声は悪かったらしい。

## 位階
釈迦堂の仏壇の黒い大きな位牌には、金文字で「孝室貞心尼首座」「乾堂孝順尼」、裏面には「明治廿八年乙未五月十七日」、「明治五壬申二月十一日」と書かれてあったことから、貞心尼は首座の位階であったと思われる。
この位牌は、釈迦堂がなくなったときに薬師堂に移された。その後、与板に行き、不明となっている。薬師堂によれば、宗務所には、貞心尼が首座であった記録が残っているという。

## 同名の尼僧
新潟県内だけでも、貞心尼という法名を持つ尼僧が複数いる。特に「浜の庵主さま伝承」が提起された魚沼に関して、貞心尼の法名を持つ尼は複数人いる。